# Nørre Ørslev Sogn
Nørre Ørslev Sogn er et sogn i Falster Provsti (Lolland-Falsters Stift).
I 1800-tallet var Nørre Ørslev Sogn et selvstændigt pastorat. Det dannede sognekommune sammen med Horreby Sogn, der var anneks til Karleby Sogn. Alle 3 sogne hørte til Falsters Sønder Herred i Maribo Amt. Karleby-Horreby-Nørre Ørslev blev ved kommunalreformen i 1970 indlemmet i Stubbekøbing Kommune, der ved strukturreformen i 2007 indgik i Guldborgsund Kommune.
I Nørre Ørslev Sogn ligger Nørre Ørslev Kirke.
I sognet findes følgende autoriserede stednavne:
- Drejerbyen (bebyggelse)
- Gavlhuse (bebyggelse)
- Hestehave (bebyggelse)
- Krølhuse (bebyggelse)
- Listrup (bebyggelse, ejerlav)
- Lynghuse (bebyggelse)
- Maderne (bebyggelse)
- Nørre Ørslev (bebyggelse, ejerlav)
- Troldemose Huse (bebyggelse)